# 대지로
대지로는 경기도 용인시에 있는 약5km의 도로이다.

## 노선
| 이름               | 접속 노선                                | 소재지 | 소재지        | 비고 |
| ------------------ | ---------------------------------------- | ------ | ------------- | ---- |
| 죽전삼거리         | 국도 제43호선 (포은대로) 대지로3번길     | 용인시 | 수지구 죽전동 |      |
| 죽전농협삼거리     | 달맞이로                                 | 용인시 | 수지구 죽전동 |      |
| 죽전마크빌3단지    | 정든로                                   | 용인시 | 수지구 죽전동 |      |
| 대지초교삼거리     | 대지로51번길                             | 용인시 | 수지구 죽전동 |      |
| 대지산공원교차로   | 동백죽전대로                             | 용인시 | 수지구 죽전동 |      |
| 현암중학교삼거리   | 대지로127번길                            | 용인시 | 수지구 죽전동 |      |
| 현암초교           |                                          | 용인시 | 수지구 죽전동 |      |
| 성현교             | 죽전로                                   | 용인시 | 수지구 죽전동 |      |
| 죽전 교차로        | 국도 제43호선 (포은대로)                 | 용인시 | 수지구 죽전동 |      |
| 현암고교입구삼거리 | 디지털밸리로                             | 용인시 | 수지구 죽전동 |      |
| 대지고개           |                                          | 용인시 | 수지구 죽전동 |      |
|                    | 처인구 포곡읍                            | 용인시 |               |      |
| 오산 교차로        | 국도 제43호선 (포은대로) 포은대로896번길 | 용인시 |               |      |